# Centrala Obrotu Księgarskiego „Dom Książki” Przedsiębiorstwo Państwowe Wyodrębnione
Centrala Obrotu Księgarskiego „Dom Książki” Przedsiębiorstwo Państwowe Wyodrębnione – przedsiębiorstwo utworzone w 1950 roku w Warszawie przez Prezesa Rady Ministrów Józefa Cyrankiewicza w celu prowadzenia m.in. hurtowej sprzedaży wydawnictw nieperiodycznych pochodzących z kraju lub zagranicy oraz detalicznej sprzedaży wydawnictw nieperiodycznych. Z czasem zakres działalności zmienił się. W 1953 roku obrót międzynarodowy książkami przejęła od „Domu Książki” Centrala Handlu Zagranicznego „Ars Polona”, a w 1958 roku krajowy hurt książek przejęła Składnica Księgarska.  
Centrala mieściła się w stolicy, a podlegało jej 17 regionalnych oddziałów według podziału administracyjnego z 1950 roku. Przedsiębiorstwo przejęło 899 detalicznych sklepów z książkami: część prywatnych księgarń działających po 1945 roku oraz księgarnie należące do wydawnictw książkowych. Sieć rozrosła się do ponad 1000 księgarni w kraju. Była prawie monopolistą w handlu detalicznym książkami.   
W skład księgarni podległych „Domowi Książki” weszła m.in. najstarsza księgarnia europejska, założona w 1610 roku, mieszcząca się w Krakowie przy Rynku Głównym 23.
Od 1989 roku regionalne oddziały zaczęły proces usamodzielniania. Liczba i znaczenie księgarni zaczęła maleć. W 2015 księgarnie i tradycje Domu Książki przejęła firma BookBook, która po kilku latach funkcjonowania złożyła wniosek o upadłość. Dwa lata przed wnioskiem o upadłość przeprowadziła restrukturyzację.